# Sidoine de Jumièges
Pour l’article homonyme, voir Sidoine.
Pour les articles homonymes, voir Saint-Saëns.
Sidoine de Jumièges, appelé aussi saint Sidoine ou saint Saëns ou en latin Sidoneus, était abbé en Neustrie et thaumaturge. Il est mort en 684 (ou après). Il est fêté le 14 novembre en Orient et le 15 novembre en Occident.

## Histoire et tradition
Saint Sidoine serait né en Irlande ou en Écosse au VIIe siècle. Capturé par des pirates, il aurait été vendu comme esclave aux moines de l'abbaye Saint-Pierre de Jumièges située alors en Neustrie, dans sa partie qui deviendra après 911, le Duché de Normandie. Les moines avaient coutume de négocier ainsi l'achat d'esclaves pour pouvoir leur rendre immédiatement la liberté, conditionnée par un service à l'abbaye.
Sidoine décide alors de rester à Jumièges et de devenir moine sous la direction spirituelle de saint Philibert.
Il voyage aussi de monastère en monastère et accomplit un pèlerinage à Rome en compagnie du futur saint Ouen. Après leur retour, ce dernier le nomme abbé d'un monastère fondé par Colomban de Luxeuil à Saint-Saëns qui porte son nom. Cette abbaye est située non loin de Rouen, dont Ouen est archevêque.
Ce monastère fut détruit au IXe siècle par les Vikings.
Sidoine fonda également d'autres abbayes et il eut saint Leufroy comme disciple.

## Sources
- Rosa Giorgi, Le Petit Livre des saints, édition Larousse, 2006, p. 670  (ISBN 2-03-582665-9)

- Culture de la vigne en Normandie par M. l'Abbé Cochet, Aumônier du Collège royal de Rouen.
- Google Livres : Aspects du monachisme en Normandie (IVe – XVIIIe siècles) : actes du Colloque scientifique de l'année des Abbayes normandes, Caen, 18-20 octobre 1979, page 62.
- Millesimo (version II) IRHT (CNRS) - Paris.